# Bruno Alicarte
Bruno Jean-Louis Alicarte (ur. 18 stycznia 1972 w Perpignan) – francuski piłkarz występujący na pozycji obrońcy. Jego bratem jest Hervé Alicarte, również piłkarz.

## Kariera
Alicarte karierę rozpoczynał w 1989 roku w pierwszoligowym zespole Montpellier HSC. W Division 1 zadebiutował 19 maja 1990 w zremisowanym 1:1 meczu z AS Cannes. W sezonie 1993/1994 dotarł z zespołem do finału Pucharu Francji, w którym zespół Montpellier został pokonany 3:0 przez AJ Auxerre. W tamtym spotkaniu wszedł na boisko w 57. minucie, zmieniając Bertranda Reuzeau.
W 1995 roku odszedł do także pierwszoligowej Bastii i spędził tam sezon 1995/1996. Następnie grał w hiszpańskim Deportivo Alavés z Segunda División, a w 1997 roku został graczem szwajcarskiego Neuchâtel Xamax. W Nationallidze A pierwszy mecz rozegrał 12 lipca 1997 przeciwko FC Sankt Gallen (0:3). 1 listopada 1997 w wygranym 6:2 ligowym pojedynku z Étoile Carouge FC strzelił swojego jedynego gola w zawodowej karierze. W Neuchâtel grał do 1999 roku.
Następnie był zawodnikiem rezerw Montpellier HSC, portugalskiego Naval 1º Maio (Segunda Liga) oraz francuskiego Stade Lavallois (Ligue 2). W 2004 roku zakończył karierę.

## Statystyki
| Rozgrywki               | Poziom | Kraj       | Mecze | Bramki |
| ----------------------- | ------ | ---------- | ----- | ------ |
| Division 1              | I      | Francja    | 69    | 0      |
| Ligue 2                 | II     | Francja    | 10    | 0      |
| Puchar Ligi Francuskiej | –      | Francja    | 2     | 0      |
| Puchar Francji          | –      | Francja    | 4     | 0      |
| Nationalliga A          | I      | Szwajcaria | 39    | 1      |
| Segunda Liga            | II     | Portugalia | 18    | 0      |
| Puchar Portugalii       | –      | Portugalia | 1     | 0      |
| Segunda División        | II     | Hiszpania  | 9     | 0      |
| Puchar Króla            | –      | Hiszpania  | 1     | 0      |
| Puchar UEFA             | –      | –          | 2     | 0      |
| Puchar UEFA (elim.)     | –      | –          | 4     | 0      |